# 雅克·阿塔利
雅克·若泽·马尔多谢·阿塔利（法語：Jacques José Mardoché Attali，發音：[ʒak atali]；1943年11月1日—）是一位法国经济学家，曾任欧洲复兴开发银行的首任行长，《外交政策》杂志将其列为“FT 100全球知识分子”之一，主要作品有《噪音：音乐的政治经济学》、《千禧年》（Lignes d'horizons）、Fraternités (1999)等。